# David Collet
David Collet (anglès: Theodore David Anthony Collet)  (Lambeth, 19 d'octubre de 1901 - Scottsdale, 26 d'abril de 1984) fou un remer anglès que va competir durant la dècada de 1920.
Collet estudià a la Universitat de Cambridge i va remar amb l'equip d'aquesta universitat en l'Oxford-Cambridge de 1922, 1923 i 1924. Guanyà les edicions de 1922 i 1924. Va formar part del Leander Club i es va centrar en el scull individual. El 1927 guanyà la Wingfield Sculls. El 1928 va prendre part en els Jocs Olímpics d'Amsterdam, on guanyà la medalla de bronze en la prova de Scull individual del programa de rem. El 1928 i 1929 revalidà el triomf a la Wingfield Sculls.